# Pilea siguaneana
Pilea siguaneana är en nässelväxtart som beskrevs av Nathaniel Lord Britton. Pilea siguaneana ingår i släktet pileor, och familjen nässelväxter. Inga underarter finns listade i Catalogue of Life.